# Burg Bönnigheim
Die Burg Bönnigheim, auch Altes Schloss genannt, ist die Ruine einer Ganerbenburg in der Burgstraße im Westen der Altstadt von Bönnigheim, Landkreis Ludwigsburg in Baden-Württemberg.

## Geschichte
Die Burg gehörte zur Stadtbefestigung und ging später in den Besitz der Ganerben über. 1338 war die Burg im Besitz von Fritz von Sachsenheim. Ab 1388 teilten sich die vier Ganerben Sachsenheim, Neipperg, Liebenstein und Woellenwarth die Burg.
1525 wurde die Burg im Bauernkrieg zerstört, 1546 wieder aufgebaut und 1679 der sogenannte Liebensteiner Teil abgerissen sowie ein Weinkeller errichtet. 1898 erhielt der runde Turm ein Kegeldach und bekam von der Cyriakuskirche die Glocke aus dem Jahr 1359. 1979 wurde die Burg saniert.

## Anlage
Die rechteckige Burganlage in der nordöstlichen Ecke der Stadtbefestigung war durch eine Mauer sowie einen Graben von der Stadt getrennt und verfügte über ein mehrstöckiges Wohnhaus mit einem heute noch vorhandenen Treppenturm zum ehemaligen Burghof. Unterschiedliche Fensterfronten und Kragsteine am Südgiebel weisen auf mehrfache Umbauten hin.

## Sonstiges
Auf einer grünen Tafel am Eingang zum Turm steht, diese sei 1188 als  „castrum Bieneke“ im Besitz von Kaiser Friedrich I. Barbarossa gewesen. Dies trifft jedoch nicht zu und basiert auf einer fehlerhaften Übertragung aus dem Vertrag von Seligenstadt von 1188, in dem in Wirklichkeit von einem „castrum Rieneke“ („R“ statt „B“) die Rede ist.